# Personaggi di Fringe
Questa voce contiene un elenco dei personaggi presenti nella serie televisiva Fringe.

## Personaggi principali
- Olivia Dunham (stagioni 1-5), interpretata da Anna Torv, doppiata da Eleonora De Angelis.
È l'agente dell'FBI incaricata di indagare sul volo 627 da Amburgo, solo un piccolo tassello del più macchinoso "Schema". È la collega e amante dell'agente John Scott, che lei stessa scopre essere un doppiogiochista. Assieme ai Bishop, padre scienziato pazzo e figlio truffatore, viene incorporata nella "Divisione Fringe".
- Peter Bishop (stagioni 1-5), interpretato da Joshua Jackson, doppiato da Fabrizio Manfredi.
È il figlio di Walter. Perduti entrambi i genitori (lui rinchiuso in manicomio e lei morta), vive di truffe e inganni spostandosi in continuazione, anche all'estero. Come il padre ha un quoziente d'intelligenza molto alto (190), e la sua astuzia l'ha portato a fare ogni tipo di mestiere, dal lavorare in un mattatoio, al vigile del fuoco fino a falsificare la laurea al MIT e insegnare per un breve periodo chimica al college. Nonostante sia restio a mettere radici, decide di rimanere a Boston quando si ritrova coinvolto personalmente nella vicenda.
- Walter Bishop (stagioni 1-5), interpretato da John Noble, doppiato da Carlo Valli.
Con un QI di 196 è un brillante scienziato, un "Einstein dei nostri giorni", che divide il laboratorio con il collega William Bell fino a quando, in seguito a un incidente di laboratorio, viene rinchiuso in un istituto psichiatrico per 17 anni, mentre l'amico diventa l'uomo più ricco del mondo fondando la "Massive Dynamic". Nella "Divisione Fringe" si ricongiunge al figlio Peter, che garantisce per la sua dimissione dalla casa di cura.
- Phillip Broyles (stagioni 1-5), interpretato da Lance Reddick, doppiato da Simone Mori.
Agente speciale della sicurezza interna a capo della Divisione Fringe, è il diretto superiore di Olivia e colui che gestisce le indagini sullo "Schema".
- Nina Sharp (stagioni 1-5), interpretata da Blair Brown, doppiata da Rita Savagnone.
È la più fidata collaboratrice di William Bell e la reggente della "Massive Dynamic" in assenza del suo capo.
- Astrid Farnsworth (stagioni 1-5), interpretata da Jasika Nicole, doppiata da Rossella Acerbo.
È un'agente dell'FBI esperta in linguistica e crittografia che assiste Walter in laboratorio.

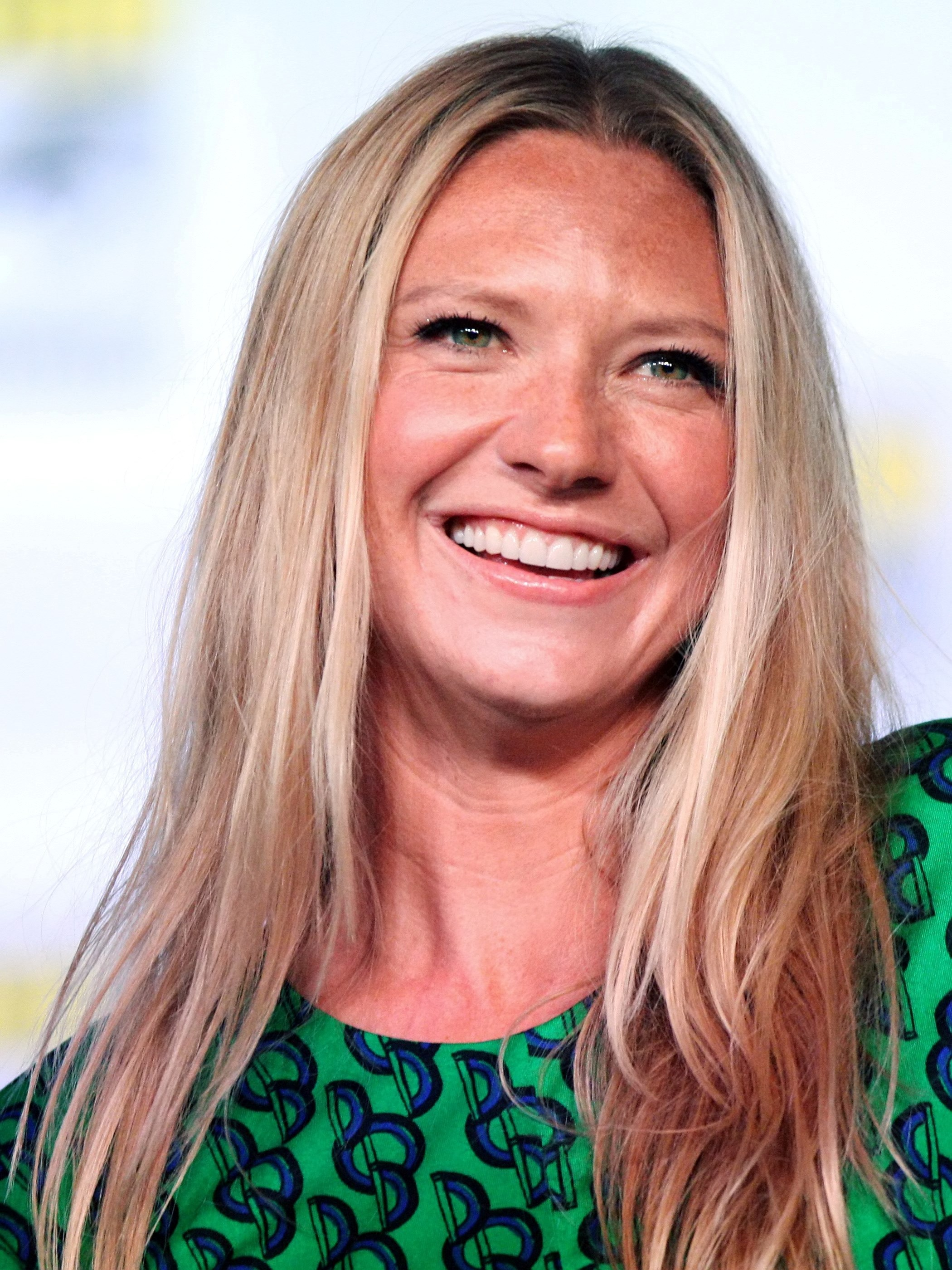
Anna Torv interpreta Olivia Dunham
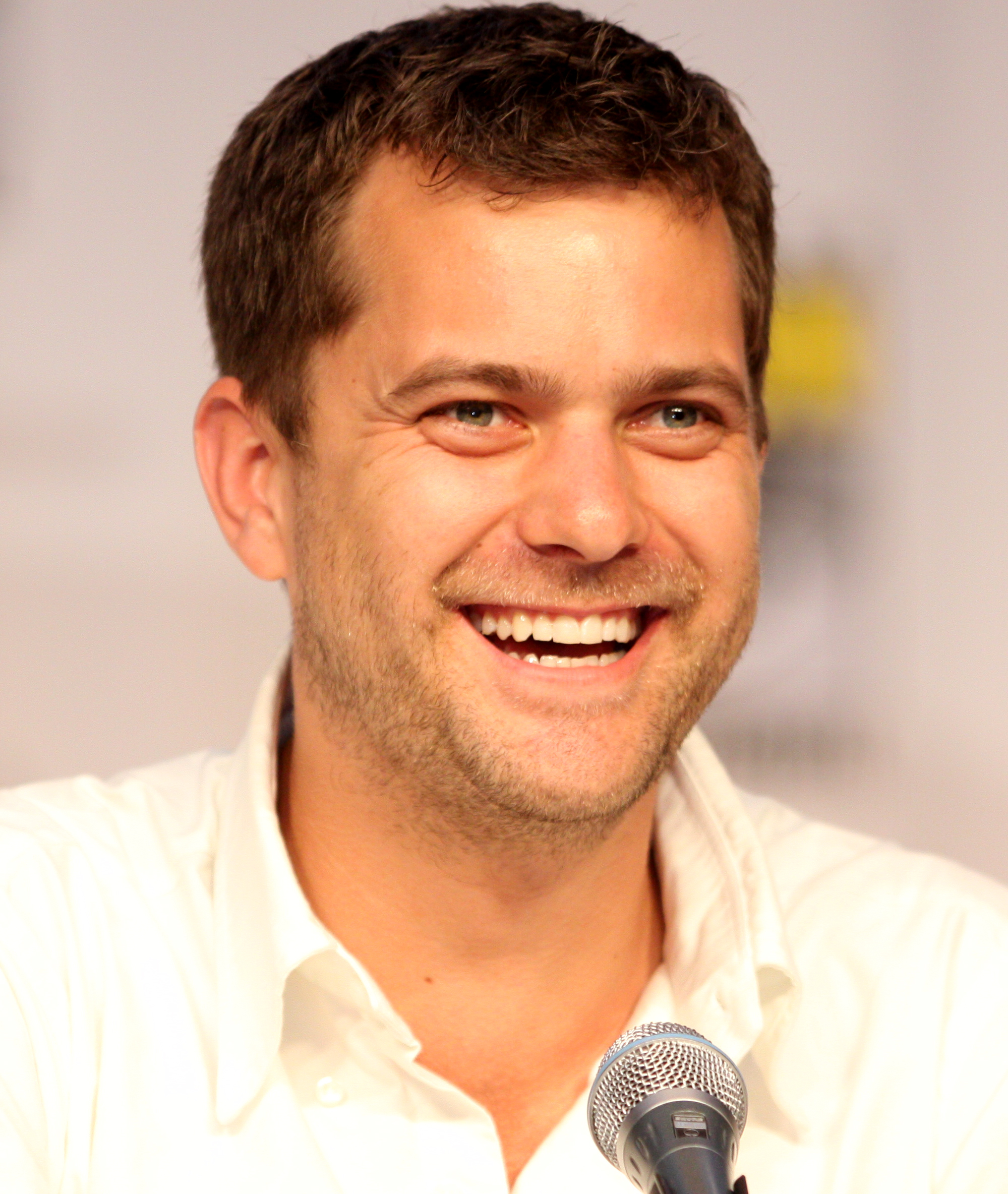
Joshua Jackson interpreta Peter Bishop
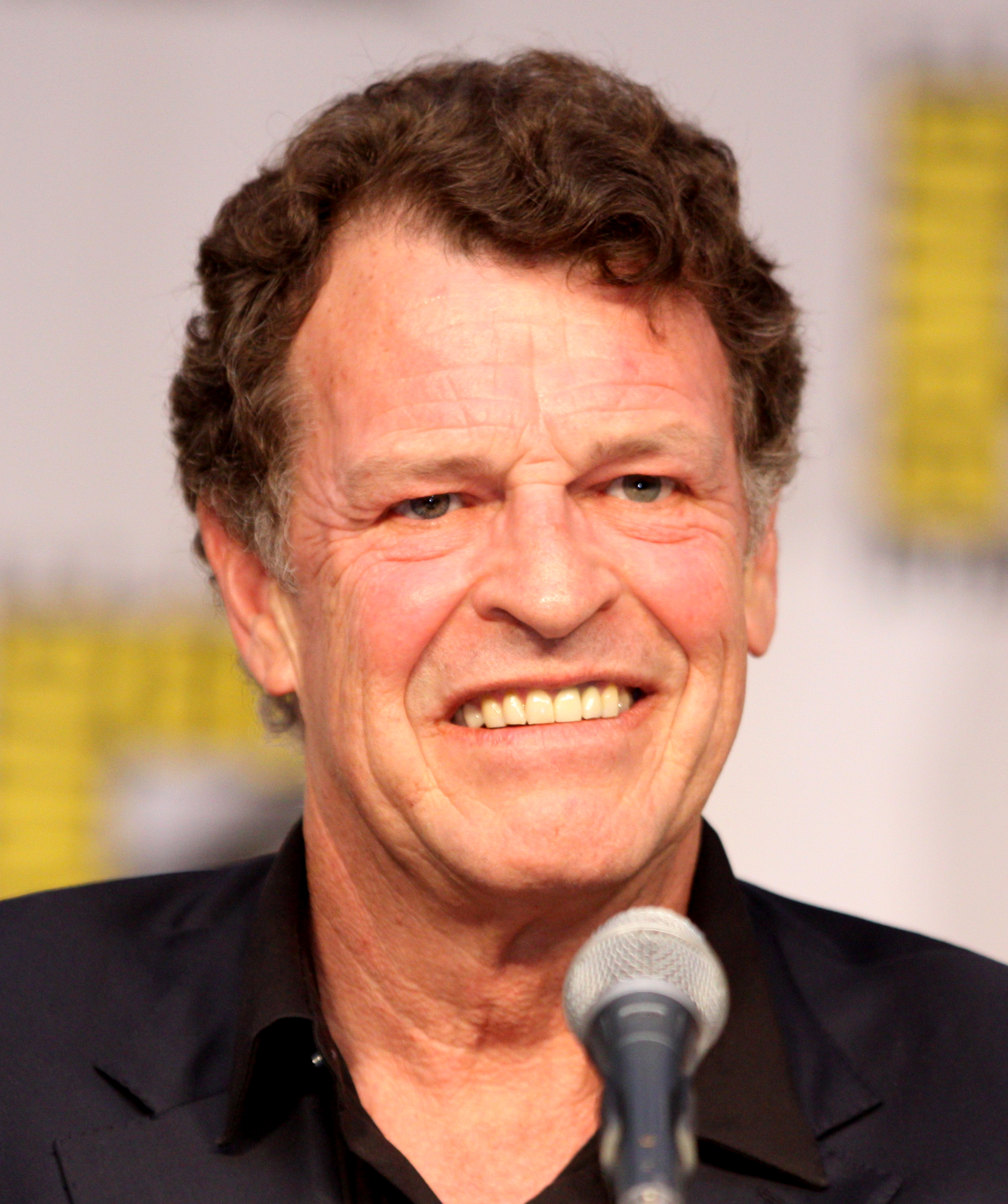
John Noble interpreta Walter Bishop
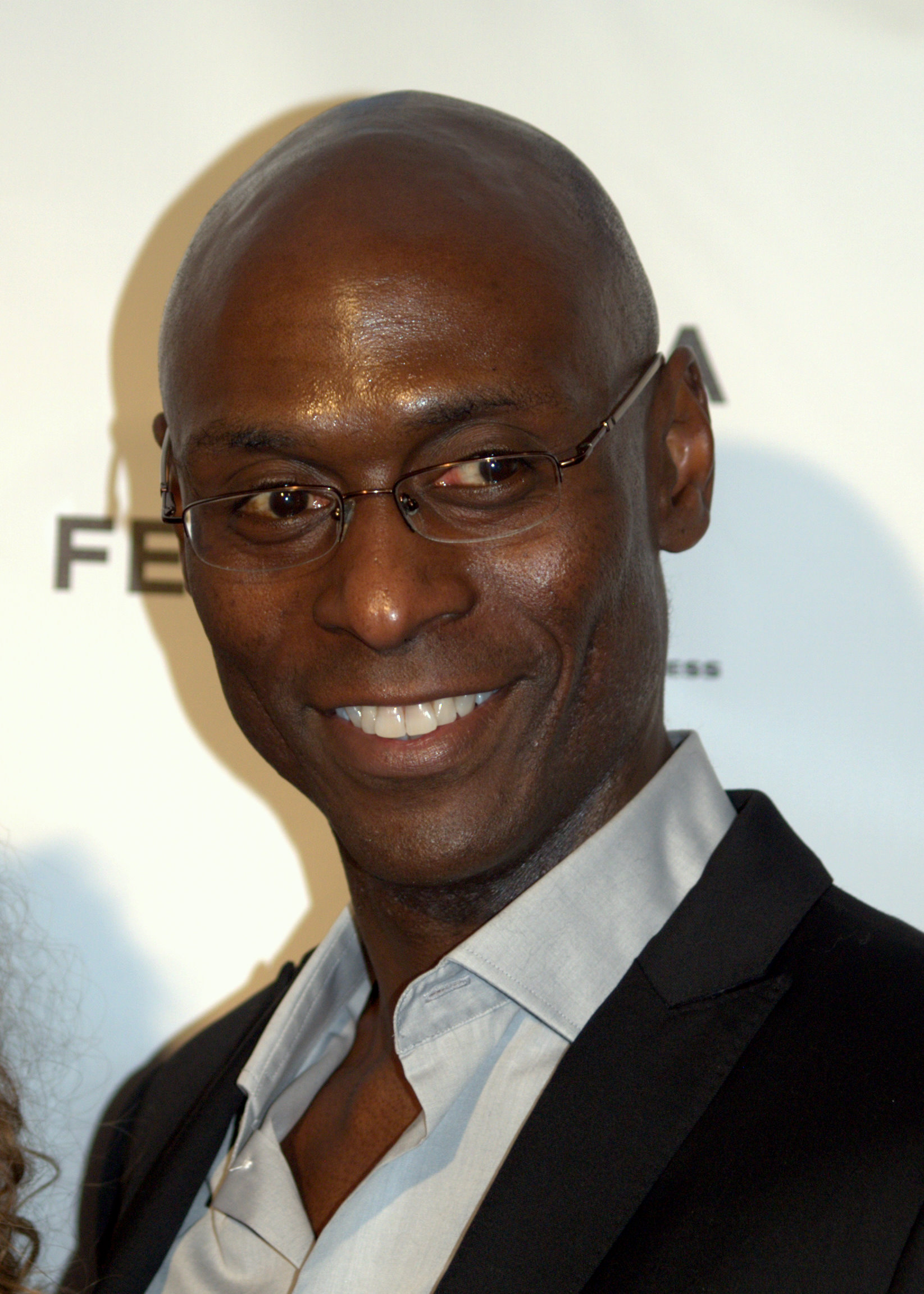
Lance Reddick interpreta Phillip Broyles
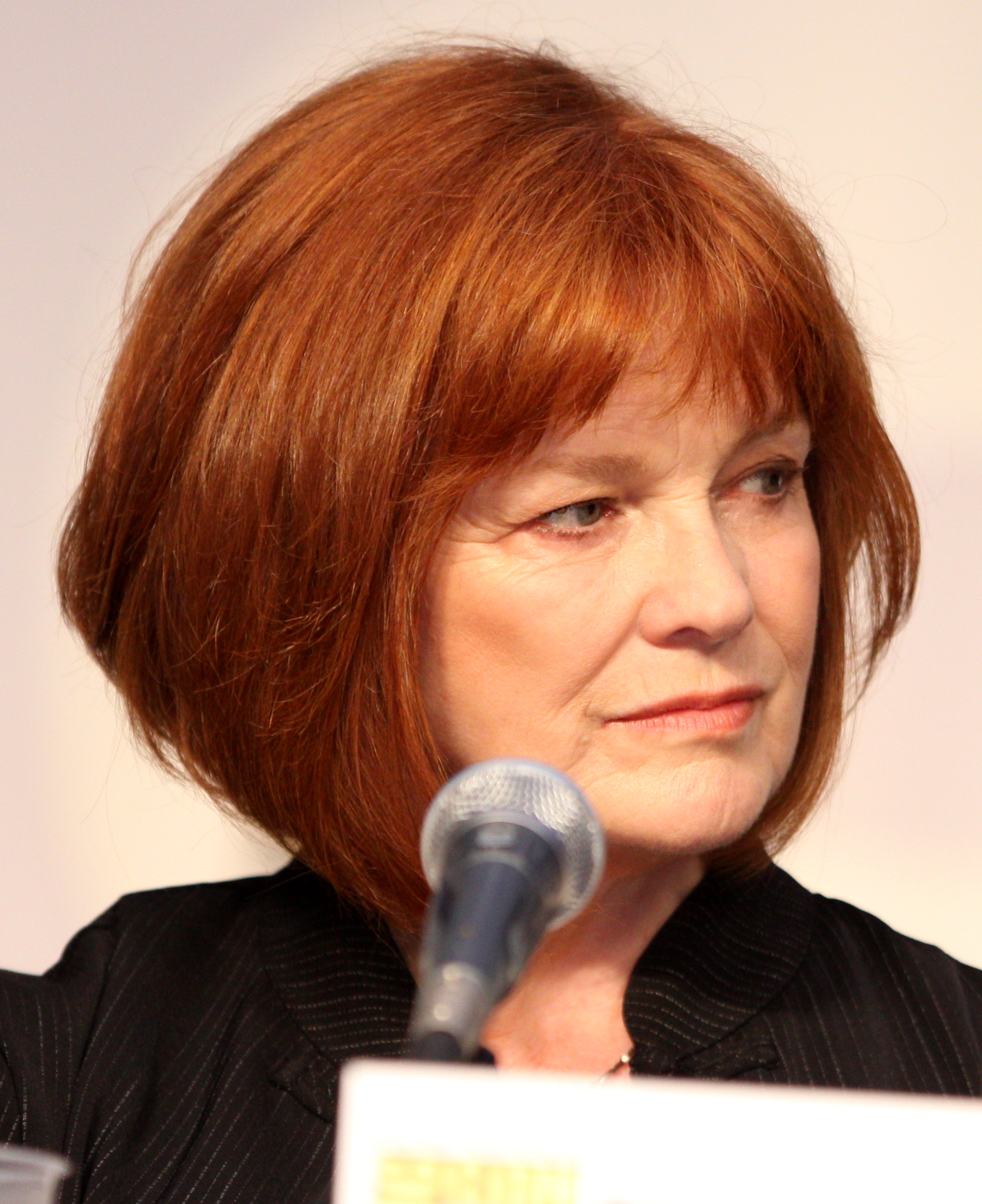
Blair Brown interpreta Nina Sharp
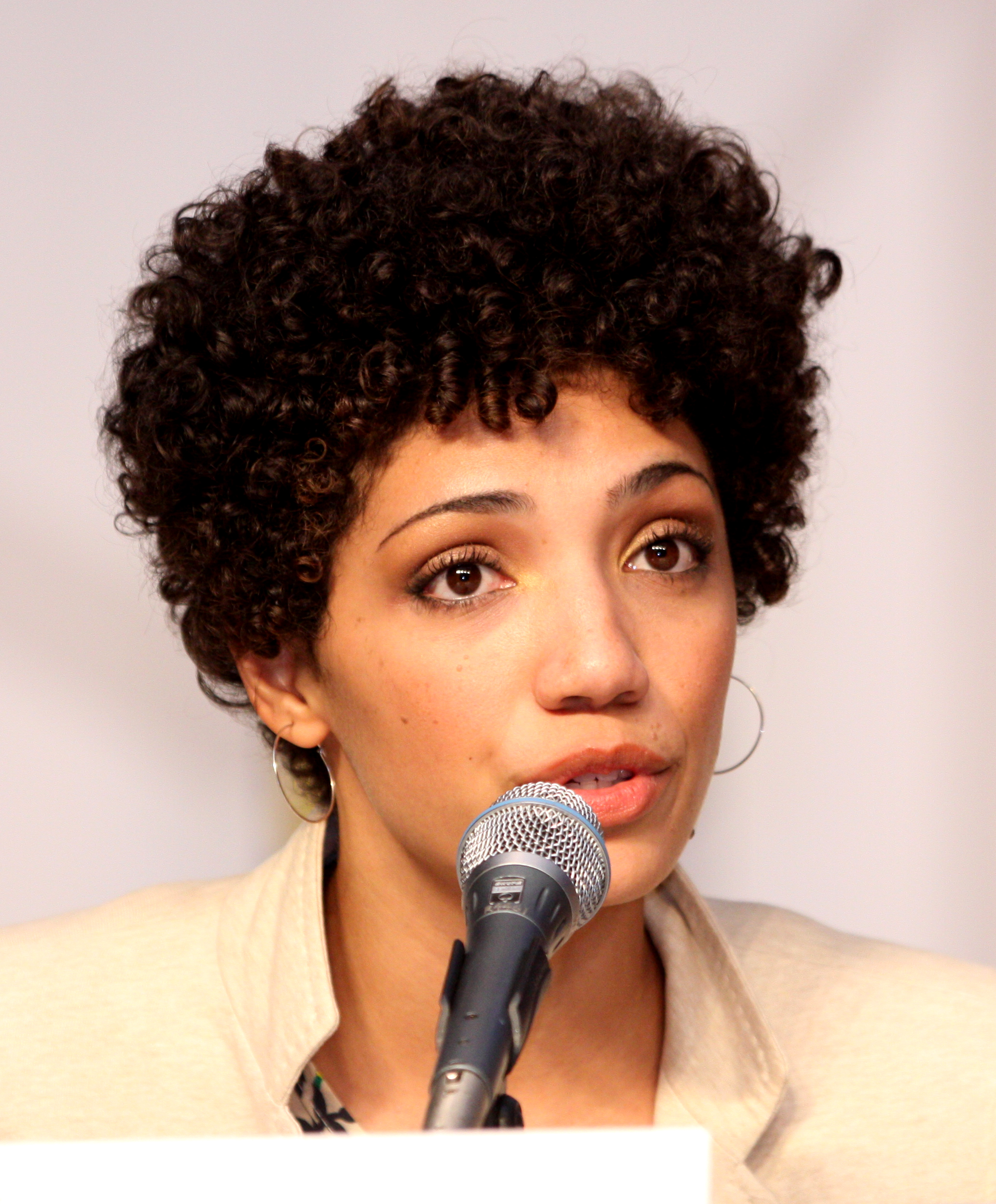
Jasika Nicole interpreta Astrid Farnsworth

## Personaggi secondari
- John Scott (stagione 1), interpretato da Mark Valley, doppiato da Vittorio De Angelis.
È il collega di Olivia e suo amante. Nell'episodio pilota viene ferito da sostanze chimiche e questo spinge Olivia a cercare l'aiuto del Dr. Bishop. Inizialmente si scopre essere un doppiogiochista, ma in realtà lavorava sotto copertura per la NSA.
- Charlie Francis (stagioni 1-2), interpretato da Kirk Acevedo, doppiato da Roberto Gammino.
È un agente dell'FBI amico di Olivia, ucciso da un mutaforma che ne prende le sembianze.
- William Bell (stagioni 1-4), interpretato da Leonard Nimoy, doppiato da Renato Mori (st. 1-2) e da Luciano De Ambrosis (st. 3-4).
Era il collega di Walter Bishop e insieme dividevano il laboratorio, in cui eseguivano esperimenti relativi alla "scienza di confine". Quando Walter fu però internato, lui continuò le loro ricerche e fondò la "Massive Dynamic", la società produttrice di tecnologie più ricca al mondo.
- David Robert Jones (stagioni 1-4), interpretato da Jared Harris, doppiato da Sergio Di Giulio.
Ex dipendente della Massive Dynamic ed ora bioterrorista, è l'antagonista principale della prima e della quarta stagione.
- Settembre (stagioni 1-5), interpretato da Michael Cerveris, doppiato da Enrico Pallini.
È uno degli Osservatori, figure misteriose che si assicurano che nessuno interferisca con il regolare susseguirsi di avvenimenti.
- Thomas Jerome Newton (stagioni 2-3), interpretato da Sebastian Roché, doppiato da Mauro Gravina.
È il leader dei mutaforma provenienti dall'altra dimensione. Il suo obiettivo è aprire un varco fra le due realtà e farle perciò collidere, in modo che solo una delle due possa continuare ad esistere. Sembra essere morto, suicida, nell'episodio 4 della terza stagione.
- Walter Bishop "alternativo" (stagione 2-4), interpretato da John Noble, doppiato da Carlo Valli.
Soprannominato "Walternativo" (in originale "Walternate"), perché il Walter Bishop dell'universo parallelo, è il Segretario della Difesa degli Stati Uniti ed il capo della Divisione Fringe alternativa.
- Olivia Dunham "alternativa" (stagioni 2-5), interpretata da Anna Torv, doppiata da Eleonora De Angelis.
Chiamata anche Folivia, Alt-Olivia o Fauxlivia è un membro della Divisione Fringe alternativa. Si distingue dall'altra Olivia per il colore dei capelli e un tatuaggio sulla schiena.
- Charlie Francis "alternativo" (stagioni 2-3), interpretato da Kirk Acevedo, doppiato da Roberto Gammino.
Fa parte della divisione Fringe alternativa, assieme ad Olivia e Lincoln. Al contrario dell'altro Charlie Francis, non è mai guarito da un'infezione che lo aveva colpito nella prima stagione, dovendo iniettarsi periodicamente un antidoto.
- Nina Sharp "alternativa" (stagioni 4), interpretata da Blair Brown, doppiata da Rita Savagnone.
Una complice di David Robert Jones, viene catturata dalla divisione Fringe alternativa dopo l'assassinio del Capitano Lee.
- Lincoln Tyrone Lee (stagioni 3-5), interpretato da Seth Gabel, doppiato da Gabriele Lopez.
È un agente dell'FBI. Nell'episodio Passeggera clandestina, aiuta la divisione Fringe a risolvere un caso. Diventa membro della divisione Fringe a tutti gli effetti dalla quarta stagione, data la mancanza momentanea di Peter Bishop.
- Lincoln Tyrone Lee "alternativo" (stagioni 2-4), interpretato da Seth Gabel, doppiato da Gabriele Lopez.
Fa parte della Divisione Fringe della dimensione alternativa, ed è divenuto capo del team formato da lui stesso, Olivia e Charlie dopo la sparizione di Broyles.
- Astrid Farnsworth "alternativa" (stagioni 2-4), interpretata da Jasika Nicole, doppiata da Rossella Acerbo.
È l'analista dati della Divisione Fringe, grazie al fatto di essere affetta dalla sindrome di Asperger (questa scelta di sceneggiatura è un tributo alla sorella dell'attrice, affetta proprio da questa sindrome[1]).
- Henrietta Bishop (stagione 4-5), interpretata da Georgina Haig.
È la figlia di Peter Bishop e Olivia Duhnam. Nel 2036, dopo aver estratto dall'ambra l'originale Divisione Fringe, ne entra a far parte per combattere l'invasione degli Osservatori.
- Donald (stagione 5), interpretato da Michael Cerveris.
È la versione umana di Settembre, l'Osservatore. Aiuta Walter nella realizzazione del piano per sconfiggere la sua stessa specie.
- Elizabeth Bishop, interpretata da Orla Brady (stagioni 2-4).
È la madre di Peter e moglie di Walter.

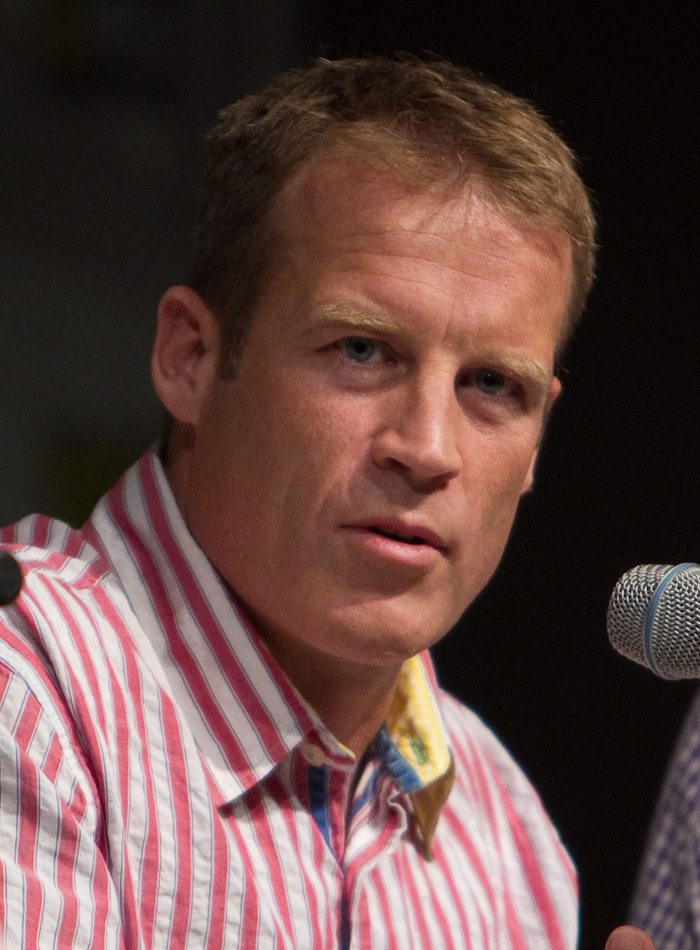
Mark Valley interpreta John Scott
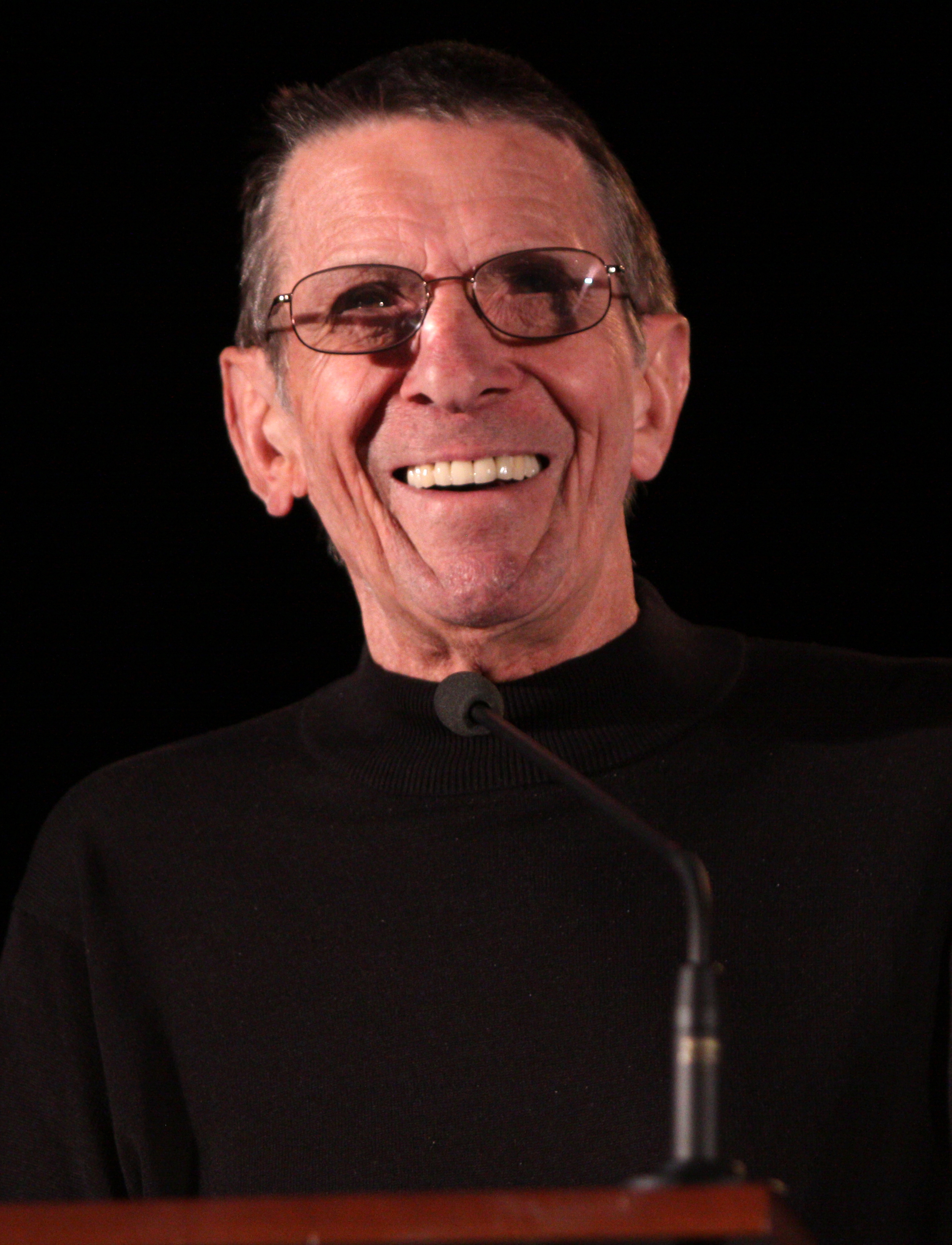
Leonard Nimoy interpreta William Bell
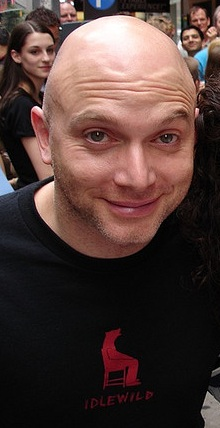
Michael Cerveris interpreta Settembre
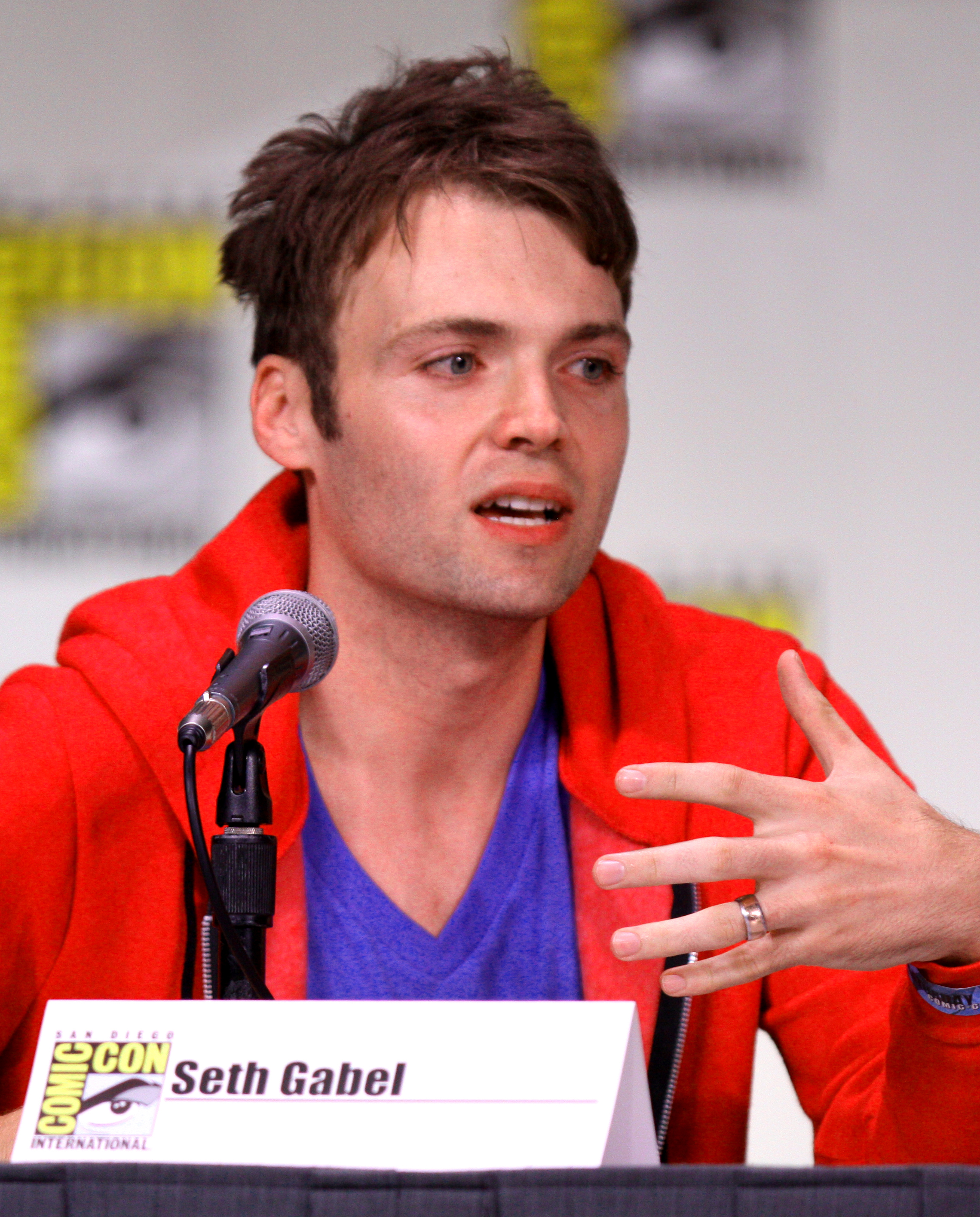
Seth Gabel interpreta Lincoln Lee
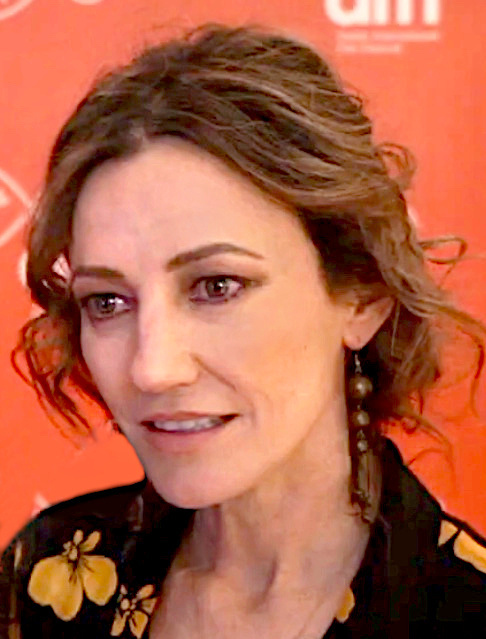
Orla Brady interpreta Elizabeth Bishop